# Cinetó de Lacedemònia
Cinetó de Lacedemònia (en llatí Cinethon, en grec antic Κιναίθων "Kinaíthon") fou un dels més fèrtils poetes cíclics d'origen espartà. Segons Eusebi va viure a les primeres Olimpíades, cap a l'any 765 aC.
Se li han atribuït diversos poemes cíclics: la Telegonia (Τηληγγονία), sobre Telègon, un fill d'Odisseu i Circe, les Genealogies, sobre els descendents dels herois grecs de la Guerra de Troia (segons Plutarc, i a les que fa referència Pausànies), la Heracleia (Ἡράκλεια), sobre les aventures d'Hèracles (segons Ateneu de Nàucratis), l'Edipòdia (Οἰδιποδία), sobre la lluita d'Èdip i l'Esfinx, i potser la Petita Ilíada (Ἰλιὰς μικρά), una continuació de la Ilíada. Però aquestes obres també s'han atribuït a altres autors.